# Шеридан, Клэр
Клэр Консуэло Шеридан (англ. Clare Consuelo Sheridan, урождённая Фрюэн, англ. Frewen; 1885—1970) — английская журналистка, писательница, скульптор.

## Биография
Клэр Фрюэн родилась в семье англо-ирландского писателя и политика Моретона Фрюэна (1853—1924) и его жены Клары Джером. Сестра Клары Джером Дженни Джером была матерью Уинстона Чёрчилля, который, соответственно, был двоюродным братом Клэр Фрюэн. Впоследствии Клэр слепила его бюст, а он нарисовал её портрет.
В 1910 году вышла замуж за Уилфрида Шеридана, который был убит в 1915 году на фронте Первой мировой. Занималась скульптурой, сделав портреты многих знаменитостей. В августе 1920 года познакомилась в Лондоне с членами советской торговой делегации Львом Каменевым и Леонидом Красиным, сделала их скульптурные портреты. В сентябре по приглашению Каменева отправилась вместе с ним в Москву, где также сделала скульптурные портреты Троцкого, Ленина, Зиновьева и Дзержинского. Об этой поездке Шеридан оставила записки. После её возвращения её кузен Черчилль отказался поддерживать с ней отношения за симпатии кузины к большевизму.
В 1921 году ездила в Америку. Была корреспондентом американской газеты New York World. Освещала Гражданскую войну в Ирландии, Греко-турецкую войну, брала интервью у Чарли Чаплина, Майкла Коллинза, Рори О’Коннора, Ататюрка, Стамболийского, Марии Румынской.
В 1923 году второй раз ездила в Советский Союз. В следующем году со своим братом, офицером флота Освальдом Фрюэном, отправилась в поездку по Европе на мотоцикле AJS, названном «Сатанеллой». Они пересекли Нидерланды, Германию, Чехословакию, Польшу и Советскую Украину до Крыма (среди прочих городов, она посетила Житомир, Киев и Одессу). Записки из этого путешествия также вышли отдельной книгой. Перебралась со своими двумя детьми в Стамбул, чтобы заняться скульптурой вместо журналистики. В 1925—1930-х годах жила во французском Алжире.
Занималась резьбой по дереву. В конце 1930-х некоторое время жила в резервации американских индейцев в Скалистых горах. После Второй мировой войны обратилась в католичество и оставила много скульптурных работ на религиозные темы.

## Сочинения
- Russian Portraits (1921)
- Mayfair to Moscow: Clare Sheridan’s Diary (1921)
- My American Diary (1922)
- In Many Places (1923)
- West to East (1923)
- Across Europe with Satanella (1925)
- A Turkish Kaleidoscope (1926)
- Nuda Veritas (1927)
- Arab Interlude (1936)
- To the Four Winds (1957)

## Киновоплощение
- 1970 — «Кремлёвские куранты». В роли Клэр Шеридан — Ирина Мирошниченко